# フライングベイビーズ
『フライングベイビーズ』は、2019年1月から3月までテレビ東京系列『A応Pのあにむす!!』内で放送していた日本のテレビアニメ。
福島県いわき市を舞台に、フラダンスに打ち込む少女たちを描く。
2020年1月から3月まで、テレビ東京系列『きんだーてれび』内で『フライングベイビーズ・プチ』が放送された。同年6月より、AT-Xにて、リモートワークで制作された続編『ステイングベイビーズ』が放送。

## ストーリー
東日本大震災から何年かが経った。大きな被害を受けた福島県いわき市はそれなりに復興していた。被災した子供たちも、もう中学生になった。その中の一人のすずは、高校生の姉がフラダンスの大会で優勝したことに刺激を受けて、幼馴染のふみとともにフラダンス部(仮)を創設する。とはいうものの、教えてくれる人もいなかったため、何もできずに足湯でのんびりするだけの毎日であった。まずは指導者も欲しいし、部費も欲しい、演奏も必要、部員もあと3名必要と問題点を把握した。
とりあえず、ちょうどフィンランドから転校してきたモナを勧誘し、フラや日本のハワイと呼ばれるいわきのことを説明するためにとりあえずスパリゾートハワイアンズに行くのだが、そこで幼馴染のれいたちのフラダンスショーを見ることになる。すずはれいに気付くが、れいもまたすずに気が付く。ただ、すずたちが足湯ばかりでまじめに活動していないのを知ってか知らないでか「私たちもフラやってるんだよ」と語りかけるすずに対してれいは「一緒にしないでよね」とぶっきらぼうに言うのであった。この言葉でモナは闘志を湧き立たせてしまう。
次に予算を獲得しに生徒会に相談に行く。そこで部費は正式な部ではないとと断られたものの、正式な部になるために必要な部員2名を紹介すると言われる。一人はサッカーで故障してリハビリ中のなぎさ、そしてもう一名はその提案をしてきたしいな自身であった。
指導者の問題はすずが姉に相談すると千鶴先生を紹介された。千鶴先生はすずたちがフラ部でありながら足湯活動しかしていないことを把握しており、足湯サークルと揶揄していたこともあった。千鶴先生は過去の事件からフラダンスから遠ざかっていたのだが、すずたちに知られてしまったので開き直って指導を始める。
演奏者は千鶴先生が連れてきた。同じ中学でウクレレ漫才をやっていたみくともえである。
条件はそろった。千鶴先生の下でレッスンが始まる。足湯にも通えないほどの厳しいレッスンである。
温泉旅館でのフラショー、合宿、サッカーの応援など様々な活動を通してみんなはフラを頑張っていく。
フラはいわきを代表するものであるが、いわき市民だけのものではない。県外から来た子も、外国から来た子もフラを頑張り楽しむのだ。フラは復興を象徴するものであるが、被災者たちのためだけのものではない。被災者も被災していない子も、フラを頑張り楽しむのだ。別にフラひと筋ではなくてサッカーのように別の趣味があったって、フラが楽しければフラをやってもいいのだ。様々な立場の少女たちがフラガールになるという共通の目的に向かってフラに青春をかけるのである。

### フライングベイビーズ・プチ
“ゆる～く楽しいフラエクササイズコメディ”
はーい！今日もれんしゅうやっちゃうよー！
のんびり温泉町の女の子たちが町をもり上げるためにフラダンス部を結成！
かんたんでゆるーいフラのレッスンでみんな楽しく元気に”アロハッピー！”

## 登場人物

### フライングベイビーズ
すず
声 - 佳村はるか
本作の主人公、山科すず。中学1年生。姉の高校のフラ部が大会で優勝したことに刺激を受けてフラダンス部を立ち上げた。ふみとは幼なじみで、いつもふみに甘えている。姉のりんにフラダンス指導者の紹介を頼み、「ココナッツブラ事件」の真相と共に千鶴先生を紹介され、それをネタに千鶴先生にフラダンスの指導を迫り、他言無用の約束と共に指導を承諾してもらうが、結局部員全員にばらしてしまい、先生の怒りを買う。
しいな
声 - 山口立花子
ふみのクラスメイト、鹿畑しいな。生徒会で会計をやっている。なぎさと同じサッカーチームいわきFCガールズに所属。温泉旅館の娘で、母親がぎっくり腰になってしまって旅館の手伝いをするためにサッカーを休んでいる。すずたちがフラダンス部の予算をもらおうと相談に行ったところ、予算を付けると共になぎさを紹介して入部させてくれ、自らも部員となる。実はそれには条件があり、実家の温泉旅館でフラ女将としてお客さんにフラダンスを披露している母がぎっくり腰で入院しているので、すずたちに代わりに踊って欲しいというものだった。
モナ
声 - 三森すずこ
すずたちの学校へやって来た転校生、桂川モナ。日本人とフィンランド人のハーフ。小さい頃から転勤ばかりだったので、日本語もフィンランド語もよく話せないと自己紹介しているが、実際は日本語はけっこう話している。裸足が好きで、校内では靴下も上履きもはかずに裸足で過ごす。れいに自分らがフラダンスを遊び半分でやってると馬鹿にされたときは、今度私たちのフラを見せてやるといきなり宣戦布告し、すずたちを困らせる。
ふみ
声 - 佐々木未来
菖蒲池ふみ。すずに誘われ、共にフラダンス部を立ち上げた。すずとは幼なじみ。勉強は苦手。すずからいつも面倒くさいことを押し付けられる。少年漫画、青年漫画などの漫画が好き。
なぎさ
声 - ブリドカットセーラ恵美
しいなが以前サッカーをやっていたときのチームメイト、京田辺なぎさ。故障でリハビリ中のところをしいなに誘われフラダンス部に入る。王子様気質に加え江戸っ子気質。友達のためなら理由を詳しく聞く前に頼み事を聞いてあげる男前。しいなに母の代わりに皆でステージに立ってくれと頼まれたときも、何をするかも把握しないまま即承諾し、後日すずから詳しい話を聞いて初めて自分たちが何をやるか知る。福島弁で話す。

### ウクレレベイビーズ
もえ
声 - 豊田萌絵
もとは漫才研究会でみくと「飲まず食わず」のコンビ名でやっていた。持ちネタでウクレレ漫才をやっているので、フライングベイビーズが、しいなの母の代わりにしいなの実家の温泉旅館のステージに立つ際に、ウクレレ演奏担当で「ウクレレベイビーズ」として千鶴先生に呼ばれる。
みく
声 - 伊藤美来
もえの漫才研究会からの相方。もえとともに「ウクレレベイビーズ」として千鶴先生に呼ばれる。ウクレレ演奏はもっぱらもえ担当で、本人はウリウリという楽器を担当、踊りつっこむ。

### ライバルグループ「フラリオンガールズ」
フラの大会で優勝している実力のあるチーム。
れい
声 - 國米天麻美
すずとは幼なじみで幼稚園が一緒。実家は網元で東日本大震災で大被害を受け、ずっと大変だった。フラ部をすずたちが作ったものの遊んでばかりで練習していないことをなぜか知っており、真剣にフラをやっていないとすずたちを見下しているような口をきくが、サッカーの試合などすずが行く場所になぜか現れ、すずが本当に困ったときには助けてくれるツンデレな性格である。
なつ
声 - 春咲暖
さや
声 - 和泉七瀬
エミ
声 - 大賀眞帆
もも
声 - 廣瀬亜梨沙
キイ
声 - 八重畑由希音

### その他
千鶴先生
声 - うえだ星子
すずのクラスの担任の先生、西大寺千鶴。すずに「ココナッツブラ事件」（昔フラの舞台でココナッツブラを落とし、ニップレスでなく神社の交通安全ステッカーで乳首を隠していたことを会場中に見られた事件。先生がフラダンスをやめたきっかけ。）をネタにゆすられながらフラダンスの指導を迫られ、仕方なくすずたちにフラダンスとタヒチアンダンスの指導を行うことになる。スパルタで基礎練習をみっちりやらせる。
りん
声 - 冷水優果
すずの姉。すずにフラダンス指導者の紹介を頼まれ、「ココナッツブラ事件」の真相と共に千鶴先生を紹介する。
みぎわ
声 - 祖山桃子　
なぎさと同じサッカーチームいわきFCガールズに所属するボーイッシュな女の子、宝山寺みぎわ。小学6年生。レギュラーになったばかりだが、父親の転勤でいわきを離れることになる。

小原先生
声 - 小堀友里絵
千鶴先生がフラをやっていたころ同じチームに所属していた友人。お酒が好きで昼間からお酒を飲んで酔っ払っている。福島弁を使う。フラダンスにおいて最も重要なことは楽しむことだとすずたちに教える。

## スタッフ
|                      | 1期 | プチ                         | ステイング |
| -------------------- | --- | ---------------------------- | --- |
| 監督・脚本           | 浅尾芳宣（いこま） | 浅尾芳宣（いこま）           | 浅尾芳宣（いこま） |
| 原作                 | 浅尾芳宣（いこま） | 浅尾芳宣（いこま）           | |
| プロデュース・原案   | 浅尾芳宣（いこま） |                              | |
| キャラクター原案     | | 大湊良蔵                     | |
| キャラクターデザイン | 大湊良蔵 | 池森絵美                     | 大湊良蔵 |
| 作画監督・美術       | 大湊良蔵 |                              | 大湊良蔵 |
| 色彩設計             | 大湊良蔵 | 土井真紀子                   | 大湊良蔵 |
| コンテ               | 大湊良蔵 | 吉田徹                       | 大湊良蔵 |
| 演出                 | | 吉田徹                       | |
| 編集・撮影監督       | 佐藤貴雄 | 佐藤貴雄                     | 佐藤貴雄 |
| 音響監督             | 小泉紀介 | 小泉紀介                     | 小泉紀介 |
| 音響監督             | 渡辺淳 |                              | |
| 音響制作             | JTB Next Creation | JTB Next Creation            | JTB Next Creation |
| 音楽                 | 奈良悠樹 | F.M.F                        | 奈良悠樹 |
| 音楽制作             | F.M.F |                              | F.M.F |
| プロデューサー       | 柏木豊 | 柏木豊                       | 柏木豊 |
| プロデューサー       | 清水陽介 |                              | |
| アニメーション制作   | 福島ガイナ | 福島ガイナ                   | 福島ガイナ |
| 制作協力             | 東京アニメーター学院 | 東京アニメーター学院         | |
| 協力                 | 福島県いわき地方振興局 いわき市創生推進課 いわき市観光事業課 いわきフィルム・コミッション協議会 いわき湯本温泉「フラのまち宣言」推進委員会 |                              | 福島県いわき地方振興局 いわき商工会議所 いわき市創生推進課 いわき市観光事業課 いわきフィルム・コミッション協議会 いわき湯本温泉「フラのまち宣言」推進委員会 |
| 製作                 | フライングベイビーズ保護者会 | フライングベイビーズ保護者会 | フライングベイビーズ保護者会 |

## 主題歌
「フライングベイビーズ」
A応Pによる第1期オープニングテーマ。作詞は鈴木おさむ、作曲は出口遼、飯田涼太、清水宥人、編曲は佐々木裕。
「せっけんWOW!」
A応Pによる主題歌。『ぷち』のエンディングおよび『ステイング』のオープニングとして使用された。作詞はミズノゲンキ、作曲・編曲はKohei by SIMONSAYZ。
また、第1期・『ステイング』ではエンディングとしてぴろきが漫談を行う。

## 各話リスト
| 話数       | サブタイトル          | 放送日         |
| ---------- | --------------------- | -------------- |
| レッスン1  | フラー!!!             | 2019年 1月11日 |
| レッスン2  | やらない。            | 1月18日        |
| レッスン3  | ふらぶ♡               | 1月25日        |
| レッスン4  | 交通安全ステッカー!?  | 2月1日         |
| レッスン5  | じゃんがら!?          | 2月8日         |
| レッスン6  | ウクレレベイビーズ！  | 2月15日        |
| レッスン7  | 合宿！                | 2月22日        |
| レッスン8  | ともだち              | 3月1日         |
| レッスン9  | でれすけ              | 3月8日         |
| レッスン10 | ヤル気！              | 3月15日        |
| レッスン11 | のんべえ先生          | 3月22日        |
| レッスン12 | フライングベイビーズ♡ | 3月29日        |

| 話数   | サブタイトル               | 放送日        |
| ------ | -------------------------- | ------------- |
| 第1話  | フラッーーーーーーーシュ！ | 2020年 1月8日 |
| 第2話  | ウンタンウンタタ           | 1月15日       |
| 第3話  | カオ！                     | 1月22日       |
| 第4話  | カホロ！                   | 1月29日       |
| 第5話  | ラブラブカップル           | 2月5日        |
| 第6話  | ウェーブ！                 | 2月12日       |
| 第7話  | じゃんけんフィンガー       | 2月19日       |
| 第8話  | おしりウォーク             | 2月26日       |
| 第9話  | イリイリ                   | 3月4日        |
| 第10話 | ゆらゆら金魚               | 3月11日       |
| 第11話 | ウリウリシャカシャカ       | 3月18日       |
| 第12話 | 飛べ!!ファラップ!!         | 3月25日       |

| 話数  | サブタイトル                                         | 放送日  |
| ----- | ---------------------------------------------------- | ------- |
| 第1話 | リモートで集まれ！ステイングベイビーズ               | 6月10日 |
| 第2話 | ソーシャルディスタンスとハンドウォッシュ             | 6月17日 |
| 第3話 | ふみちゃんのホームフィットネス大作戦！               | 7月1日  |
| 第4話 | ほぼ放送事故で、飛び入りスペシャルゲストゲットだぜ！ | 7月15日 |

## 放送局
| 放送期間                                               | 放送時間                     | 放送局         | 対象地域       | 備考                               |
| ------------------------------------------------------ | ---------------------------- | -------------- | -------------- | ---------------------------------- |
| 2019年1月11日 - 3月29日                                | 金曜 3:05 - 3:35（木曜深夜） | テレビ東京     | 関東広域圏     |                                    |
|                                                        | 金曜 22:30 - 22:35           | AT-X           | 日本全域       | CS放送 / 製作局 / リピート放送あり |
| 2019年1月26日 - 3月30日                                | 土曜 2:45 - 3:15（金曜深夜） | テレビ大阪     | 大阪府         | 3月23日・30日は2話放送             |
| 2019年1月27日 - 4月14日                                | 日曜 2:50 - 3:20（土曜深夜） | テレビ北海道   | 北海道         |                                    |
| 2019年1月30日 - 4月17日                                | 水曜 2:05 - 2:35（火曜深夜） | テレビせとうち | 岡山県・香川県 |                                    |
| 2019年4月4日 - 6月20日                                 | 金曜 2:09 - 2:15（金曜深夜） | 福島中央テレビ | 福島県         |                                    |
| 2019年4月10日 - 7月10日                                | 木曜 3:05 - 3:35（水曜深夜） | テレビ愛知     | 愛知県         |                                    |
| AT-X、福島中央テレビ以外は『A応Pのあにむす!!』内で放送 |                              |                |                |                                    |

| 配信期間                | 配信時間        | 配信サイト |
| ----------------------- | --------------- | --- |
| 2019年1月18日 - 3月29日 | 金曜 12:00 配信 | Amazonプライム・ビデオ dアニメストア （本店） dアニメストア （ニコニコ支店） dアニメストア （for Prime Video） HAPPY!動画 J:COMオンデマンド ビデオパス みるプラス RakutenTV あにてれ アニメ放題 U-NEXT VIDEX ゲオTV ニコニコチャンネル ビデオマーケット GYAO!ストア GYAO! |
| 2020年6月3日 -          | 水曜 配信       | YouTube |

| 放送期間                             | 放送時間           | 放送局         | 対象地域       | 備考                               |
| ------------------------------------ | ------------------ | -------------- | -------------- | ---------------------------------- |
| 2020年1月8日 - 3月25日               | 水曜 7:30 - 7:35   | テレビ東京     | 関東広域圏     |                                    |
|                                      |                    | テレビ北海道   | 北海道         |                                    |
|                                      |                    | テレビ愛知     | 愛知県         |                                    |
|                                      |                    | テレビ大阪     | 大阪府         |                                    |
|                                      |                    | テレビせとうち | 岡山県・香川県 |                                    |
|                                      |                    | TVQ九州放送    | 福岡県         |                                    |
| 2020年1月10日 - 3月27日              | 金曜 22:50 - 22:55 | AT-X           | 日本全域       | CS放送 / 製作局 / リピート放送あり |
| AT-X以外は『きんだーてれび』内で放送 |                    |                |                |                                    |

『ステイングベイビーズ』は、2020年6月10日よりAT-Xにてショートver.をステーションブレイクにて放送のほか、ロングステイver.も不定期放送。